# Marsere (Italien)
 For alternative betydninger, se Marserne (Tyskland).
Marserne var et af folkeslagene i antikkens Italien, og deres hovedby var Marruvium (det nuværende San Benedetto dei Marsi) på østsiden af Fucinersøen. Det område, de beboede, kaldes nu Marsica, og er en del af provinsen L'Aquila i regionen Abruzzo. 

## Historie
Den tidligste omtale af marserne fortæller, at de indgik i en alliance med vestinerne, pelignerne og marrucinerne.  De sluttede sig til samnitterne i deres krig mod Rom i 308 f.Kr., og da de blev overvundet, blev de Roms allierede i 304 f.Kr. Et kortlivet opstand to år senere betød, at de mistede noget af deres landområde, men de fik lov til at genindtræde i alliancen med Rom, og de forblev loyale indtil Forbundsfællekrigen. Deres soldater blev altid betragtet som de bedste blandt de italienske stammer. I forbundsfællekrigen, der på grund af marsernes fremtrædende rolle også kaldes den Marsiske Krig, kæmpede de modigt mod den romerske overmagt. De blev ledet af Quintus Poppaedius Silo, og skønt de blev slået flere gange, endte krigen med, at de fik de ønskede rettigheder som romerske borgere. Marsierne var er hårdført bjergfolk, berømte for deres mod. Der findes en talemåde om, at Rom aldrig triumferede over dem, og heller ikke triumferede uden dem. (Appian). De var også kendt for deres præster og troldmænd, som ofte gjorde brug af slangetæmning og anvendte særprægede remedier.

## Sprog
Marserne talte oprindeligt en dialekt af det umbriske sprog, som er en del af den italiske sprogstamme. Latin, som blev talt af romerne, var oprindeligt et meget lille italisk sprog, men det blev udbredt i takt med Roms ekspansion.  
Den romerske koloni Alba Fucens, der lå tæt ved det nordvestlige hjørne af Fucinersøen, blev grundlagt i 303 f.Kr. i det område, der ellers tilhørte æquerne, og den bragte marserne i tættere kontakt med de latinsk-talende romere. Kontankten blev endnu tættere, da kolonien Carsioli (tæt ved det nuværende Carsoli), blev oprettet i 298 f.Kr., ligeledes i æquernes område. Påvirkningen fra det latinske sprog påvises af den tyske historiker Mommsen, der pågeger, at de mønter Quintus Silo slog under forbundsfællekrigen, brugte det latinske ord "Italia," mens de øvrige oprørsledere på nær én udstedte mønter med inskription på oskisk.
Den vigtigste vidnesbyrd om det lokale sprog skyldes gudinden Angitia, hvis tempel stod ved det sydvestlige hjørne af Fucinersøen, nær den nuværende landsby Luco. Hun (eller de, for navnet er i flertal i latinske inskriptioner) blev dyrket i det centrale højland som gudinde for helbredelse, og hun havde en særlig kur mod slangebid, bestående af besværgelser og urter fra de marsiske skove. Hendes tilhængere brugte – og bruger – naturligvis de samme remedier. Marsernes land blev af romerne anset for at være hjemstedet for trolddom.
De lokale inskriptioner fra perioden 300 til 150 f.Kr. viser, hvordan det latinske sprog vandt indpas i Marsien, og hvordan marserne tilpassede det, blandt andet ved at bruges oskisk-umbriske endelser i nogle af ordene, for eksempel ved at ændre -tio- til  -tso-.